# سالي مالكوم
سالي مالكوم (بالإنجليزية: Sally Malcolm)‏ هي كاتبة خيال علمي وكاتِبة بريطانية، ولدت في القرن العشرين.